# Ludwig-Kessing-Park

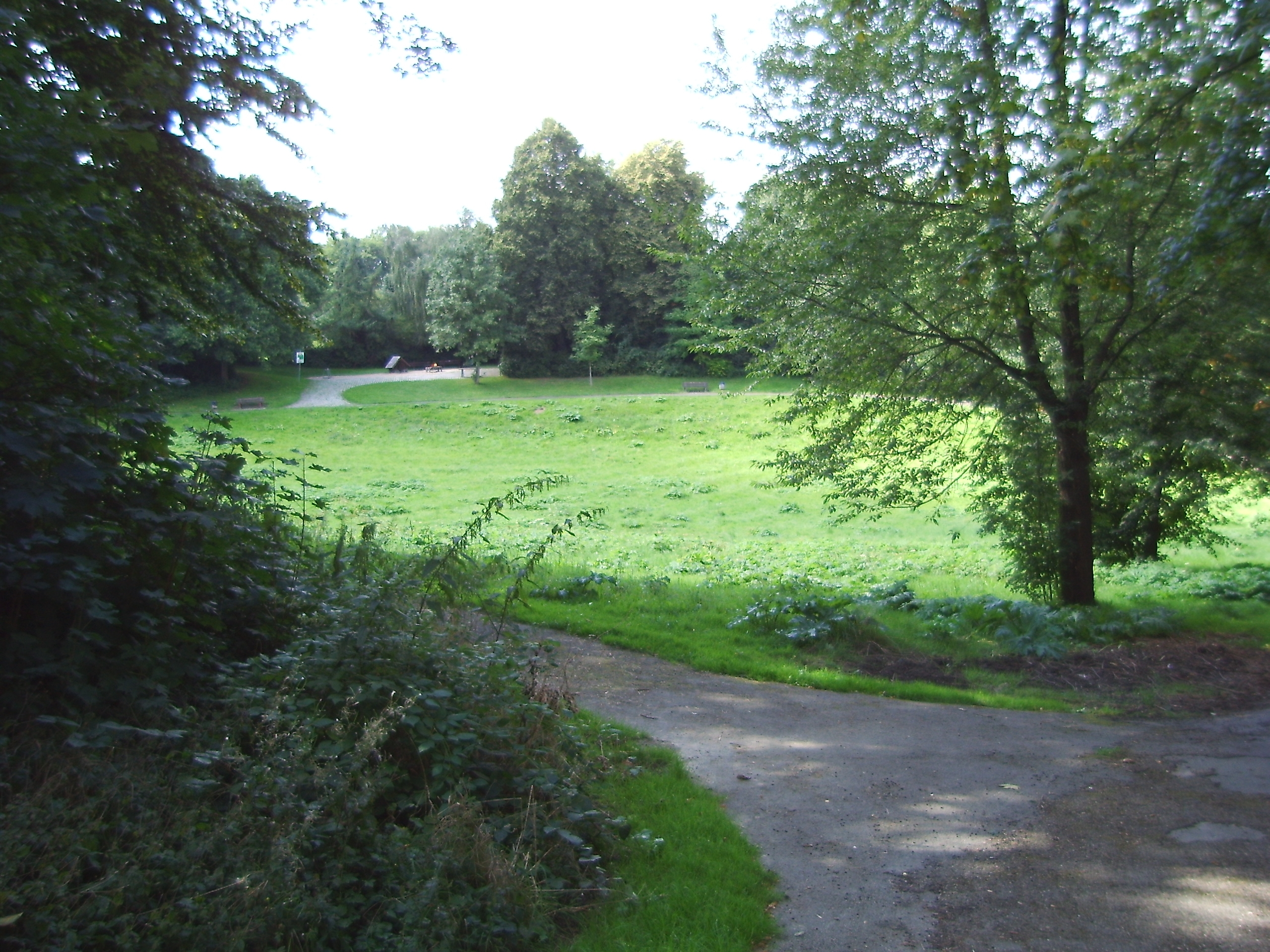
Ludwig-Kessing-Park

Der Ludwig-Kessing-Park ist eine Parkanlage im Essener Stadtteil Überruhr-Hinsel. Er erschließt sich in seinem östlichen Teil und verbindet den Stadtteil mit der Ruhr.

## Parkanlage
Der Park zählt mit einer Fläche von etwa 6 ha zu den größeren Parkanlagen im Essener Südosten. Er liegt nahe dem Leinpfad der Ruhr und am Ruhrhöhenweg, der durch den Sauerländischen Gebirgsverein betreut wird. Die höher gelegene südliche Hälfte des Parks bietet einen Blick über das Ruhrtal. Die nördliche Hälfte fällt mit starkem Gefälle bis auf Höhe der Ruhr und ist über einen Fußweg mit dem Ruhruferweg verbunden.
Der Park ist schlicht gestaltet und besteht im Wesentlichen aus offenen Rasenflächen und kleinen Waldflächen, durchzogen von asphaltierten Wegen. Am südlichen Ende befinden sich ein Kinderspielplatz und zwei kleine Aussichtsplattformen.

## Geschichte
Auf der heutigen Parkfläche befand sich früher der Schacht „Herrmann“ der Zeche Eiberg, der aber nur von 1901 bis 1914 in Betrieb war. Alle Betriebsgebäude wurden 1934 abgebrochen, anschließend entstand auf der Fläche der Südost-Park.
Der Südost-Park wurde 1974 nach dem in Überruhr geborenen Bergmann und Heimatdichter Ludwig Kessing (* 1869; † 1940) benannt. Er verbessert die Wohnlage des Ortsteils Überruhr-Hinsel und ist durch Feste in die Stadtteilkultur eingebunden. Der 2004 gegründete Verein Geistige Elite e.V. übernahm im Jahr 2006 die Patenschaft für den auf dem Gelände des Parkes gelegenen Spielplatz.